# Lycia flavida
Lycia flavida là một loài bướm đêm trong họ Geometridae.